# Heinz Zoll
Heinz Zoll (Berlín, 4 de desembre de 1926) fou un ciclista alemany, professional des del 1949 fins al 1958. Va combinar tant el ciclisme en pista com en ruta. Va aconseguir 2 victòries en curses de sis dies.

## Palmarès
- 1950
  - Vencedor d'una etapa de la Volta a Alemanya
- 1952
  - 1r als Sis dies de Berlín (amb Émile Carrara)
- 1955
  -  Campió d'Alemanya en Madison (amb Herbert Weinrich)
- 1957
  - 1r als Sis dies de Cleveland (amb Herbert Weinrich)